# Западный Фолкленд
Западный Фолкленд (англ. West Falkland, исп. Isla Gran Malvina) — остров в составе архипелага Фолклендские острова, расположенного в южной части Атлантического океана. Один из двух основных островов архипелага и второй по площади после острова Восточный Фолкленд.

## География
Территория составляет 4532 км² (37 % от общей площади архипелага); длина береговой линии — 1258,7 км.
Восточная часть острова — более холмиста: гряда Хорнби протянулась с севера на юг вдоль Фолклендского пролива. Самая высокая точка острова — гора Адам, высота которой составляет 700 м над уровнем моря. Вторая по высоте гора — Робинсон, имеет высоту 695 м. 2 основные реки острова — Уарра и Чартрес.
На острове имеются колонии пингвинов, кроме того здесь гнездятся баклановые. Аборигенная наземная фауна острова крайне скудна. В 1875 году на Западном Фолкленде была убита последняя известная фолклендская лисица. Поселенцами были интродуцированы многочисленные кролики и менее распространённые зайцы, дикие свиньи, лошади и крупный рогатый скот. Сегодня численность этих видов значительно сократилась с развитием овцеводства.

## Население
По данным переписи 2006 года население острова составляет 127 человек, данные на 2001 год говорят о населении 144 человека. Крупнейший населённый пункт — Порт-Ховард, расположен на восточном побережье острова. Второй по величине населённый пункт — Фокс-Бей, расположен на берегу залива с тем же названием, на юго-востоке Западного Фолкленда.
Основу экономики составляет овцеводство.